# Udo Brandhorst
Udo Brandhorst (* 1939 vermutlich in Köln) ist ein deutscher Kunstsammler und Mäzen. Bekannt ist er für die Dauerleihgabe seiner Sammlung nach München, wofür dort eigens das Museum Brandhorst errichtet wurde.

## Leben
Brandhorst gilt als sehr öffentlichkeitsscheu, daher ist nur wenig über sein Leben bekannt. Geboren wurde er 1939, vermutlich in Köln. Er war lange Zeit im Vorstand der Rheinland Versicherung tätig.
Ab den 1970er Jahren baute er gemeinsam mit seiner Frau Anette (1936–1999), aus der Unternehmerfamilie Henkel stammend, eine der international bedeutsamsten Kunstsammlungen auf, die unter anderem fast alle von Picassos Buchillustrationen umfasst. 1999 entschied sich das Ehepaar, seine Sammlung nach München zu geben. Der Freistaat Bayern verpflichtete sich im Gegenzug, hierfür den Bau eines Museums im Kunstareal München zu finanzieren. Im Mai 2009 wurde das Museum Brandhorst eröffnet.
Brandhorst wurde im selben Jahr die Maecenas-Ehrung des Arbeitskreises selbständiger Kultur-Institute verliehen.